# ماراهورا
ماراهورا (به انگلیسی: Marhaura) یک منطقهٔ مسکونی در هند است که در بخش ساران (هند) واقع شده‌است. ماراهورا ۲۹٬۹۳۲ نفر جمعیت دارد و ۵۲ متر بالاتر از سطح دریا واقع شده‌است.